# Tokpota Dadjrougbé
Tokpota Dadjrougbé est un quartier du 5e arrondissement de la commune de Porto-Novo localisé dans le département de l'Ouémé au sud-est du Bénin.

## Histoire et toponymie

### Histoire
Tokpota Dadjrougbé devient officiellement un quartier du 5e arrondissement de la commune de Porto-Novo à la suite de la loi no 2015-01 du 6 mars 2015 modifiant et complétant la loi no 2013-05 du 27 mai 2013 portant création, organisation, attribution et fonctionnement des unités administratives locales en république du Bénin.

## Population
Selon le recensement général de la population et de l'abiyation, de 2013 conduit par l'Institut national de la statistique et de l'analyse économique (INSAE), Tokpota Dadjrougbé compte 124 habitants.